# Helmuth Volmer
Helmuth Fritz Volmer (* 18. April 1909 in Mannheim; † 6. März 1971 in Sonthofen) war ein deutscher Filmproduktionsleiter.

## Leben und Wirken
Der Sohn des kaufmännischen Direktors Heinrich Volmer und der Verkäuferin Elsa Stocker besuchte das Realgymnasium sowie die Oberrealschule und durchlief anschließend, Mitte/Ende der 1920er Jahre, eine kaufmännische Lehre bei den Unternehmen Albatros (Berlin) und Junkers (Dessau). Zum Film stieß Volmer 1930 als Produktionsassistent der Tobis, danach war er als Disponent bei den Filmgesellschaften Efa, Jofa und Lignose Hörfilm tätig. 1936 stieg Helmuth Volmer zum technischen Leiter des Tobis-Kopierwerks in Berlin-Köpenick auf. 1942 lernte er bei den Dreharbeiten zum ersten Tobis-Farbfilm Das Bad auf der Tenne, bei dem Volmer als Produktionsassistent eingesetzt wurde, den als Drehbuchautor beteiligten Rolf Meyer kennen, der nach dem Krieg einige Bedeutung für Volmers Karriere haben sollte. Nach dem Posten eines Filmgeschäftsführers wurde Volmer 1944 eingezogen und geriet 1945 in Kriegsgefangenschaft.
Wieder zurück im Zivilleben, kehrte Volmer zur Filmbranche zurück und wurde 1947 von Rolf Meyers Hamburger Produktionsunternehmen Junge Film-Union (JFU) als Produktionsleiter eingestellt, wo er seine Tätigkeit mit dem Trümmerfilm Menschen in Gottes Hand begann. Er blieb bis 1950 bei der JFU, ab 1950 übte er seinen Beruf auch bei verschiedenen anderen Filmgesellschaften aus und landete gleich zu Beginn mit Willi Forsts Inszenierung Die Sünderin aufgrund des kurzen Nacktauftritts von Hildegard Knef einen handfesten Skandal. In seinen späteren Jahren, von 1954 bis 1960, arbeitete Volmer exklusiv für Gero Weckers Arca-Filmproduktion. In diese Zeit fallen auch der erste Immenhof-Film, die hochspekulative Nackedei- und Urwaldschnulze Liane, das Mädchen aus dem Urwald, Veit Harlans umstrittene Auseinandersetzung mit der Homosexualität, Anders als du und ich, und die restaurative Kriegsheldenverehrung U 47 – Kapitänleutnant Prien. All diese Filme spiegeln stark die kulturell konservative Atmosphäre der Adenauer-Ära wider.
1960 beendete Volmer, der Wohnsitze im schwäbischen Sigishofen und in Berlin-Charlottenburg hatte, seine Produktionstätigkeit. Er starb 1971 im Krankenhaus Sonthofen.

## Filmografie
als Produktionsleiter
- 1947: Menschen in Gottes Hand
- 1948: Die Söhne des Herrn Gaspary
- 1949: Diese Nacht vergess ich nie!
- 1949: Der Bagnosträfling
- 1950: Dreizehn unter einem Hut
- 1950: Die Lüge
- 1950: Dieser Mann gehört mir
- 1950: Die wunderschöne Galathee
- 1950: Melodie des Schicksals
- 1950: Der Fall Rabanser
- 1950: Die Sünderin
- 1951: Professor Nachtfalter
- 1951: Sensation in San Remo
- 1951: Die Csardasfürstin
- 1952: Pension Schöller
- 1952: Der fröhliche Weinberg
- 1953: Von Liebe reden wir später
- 1953: Rote Rosen, rote Lippen, roter Wein
- 1953: Der Vetter aus Dingsda
- 1954: Geständnis unter vier Augen
- 1954: Musik, Musik und nur Musik
- 1955: Heldentum nach Ladenschluß
- 1955: Die Mädels vom Immenhof
- 1955: Drei Mädels vom Rhein
- 1956: Die wilde Auguste
- 1956: Liane, das Mädchen aus dem Urwald
- 1957: Liane, die weiße Sklavin
- 1957: Anders als du und ich
- 1958: Liebe kann wie Gift sein
- 1958: Lilli – ein Mädchen aus der Großstadt
- 1958: U 47 – Kapitänleutnant Prien
- 1958: Romarei, das Mädchen mit den grünen Augen
- 1959: La Paloma
- 1959: Kriegsgericht
- 1960: Bomben auf Monte Carlo
- 1960: Frau Irene Besser